# Аббас I Хильми
Абба́с I Хильми, известный также как Аббас-паша (10 ноября 1813 — 13 июля 1854) — третий вице-король Египта, старший сын принца Тусуна-паши (1794—1816) и внук египетского паши Мухаммеда-Али.

## Биография
Родился в 1813 году в аравийском городе Джидда во время войны с ваххабитами.
Благодаря благосклонности своего деда, воспитывавшего его в Каире, уже в молодости достиг хороших результатов в военной и гражданской службе; однако ему не удалось отличиться ни в сирийских войнах 1831 и 1840 гг., ни в управлении провинциями. На момент кончины (2 марта 1848 года) у Мухаммеда Али Египетского было 4 сыновей - Ибрагим (1792 года рождения), который и стал пашой Египта,  Мухаммед Саид (1822), Мухаммад Абдул-Халим (1830) и Мухаммед Али (1833). И, по крайней мере, 4 внуков от его старших сыновей, старшим из которых был Аббас (1813).
После смерти Ибрагима-паши 10 ноября 1848 г., Аббас , как старший потомок Мухаммеда Али, вступил в управление страной и вскоре был утверждён в звании вице-короля Османской империей. Ряд иностранцев лишился при нём привилегий в Египте. На него посыпались жалобы со стороны его родственников, и Порта воспользовалась этим обстоятельством, чтобы укрепить свою ослабевшую верховную власть над Египтом. Так, в 1851 году Аббас был вынужден ввести в Египте танзимат, и если за ним были временно оставлены некоторые исключительные права, то он должен был согласиться на увеличение дани. Ему удалось, однако, добиться от Порты в 1852 г. новых уступок, позволявших защитить его против неприязни переселившихся в Константинополь членов его семейства; кроме того, он доказал свою преданность Турции тем, что в 1854 году, когда вспыхнула Крымская война с Россией, предоставил в распоряжение султана свой флот и армейский корпус в 15000 человек. 13 июля того же года умер от сердечного удара, а, возможно, был убит.
В современной историографии (см., например: Зеленев 1999, 2003) изображение Аббаса как реакционера и врага реформ рассматривается в качестве французской пропаганды, антиаббасовской кампании, устроенной французскими СМИ в ответ на лишение французов некоторых из привилегий. На самом деле, Аббас продолжил дело модернизации Египта — при нём, например, была проложена первая египетская железная дорога (только не при помощи французов, а при помощи англичан, что французы Аббасу простить не могли).
Преемником в управлении Египтом стал его дядя Саид-паша.

## Семья и дети
Имел 5 жён, от которых у него было 3 сына и 2 дочери:
- Принц Ибрагим аль-Хами Паша
- Принц Мустафа-бей
- Принц Мухаммад Садик-бей
- Принцесса Хайя Ханум
- Принцесса Аиша Сидика Ханум

## Награды
- Большой крест ордена святых Маврикия и Лазаря
- Орден Славы (Османская империя)